# Visalia
Visalia är en stad i centrala Kalifornien, USA, belägen i hjärtat av Kaliforniens jordbruksland, San Joaquin Valley. Staden ligger ungefär 370 km sydöst om San Francisco och 310 km norr om Los Angeles. Visalia är den största staden mellan Fresno och Bakersfield. År 2006 hade Visalia 113 487 invånare och var utbredd över 74,1 km². Hela stordstadsområdet Visalia hade 2007 totalt 421 553 invånare. Staden grundades 1852 och är den äldsta staden mellan Stockton och Los Angeles.
Som residensstad och största stad i Tulare County har Visalia även blivit ekonomiskt centrum för regionen känd som Sequoia Valley, det mest produktiva jordbruksområdet i USA. Staden ligger mycket nära den högsta bergskedjan i kontinentala USA, Sierra Nevada (se Mount Whitney som ligger inom Tulare County och Inyo County). Visalia är den närmaste större stad från Sequoia National Park med dess jättelika mammutträd och kallas ibland Gateway to the Sequoias (porten till Mammutträden). Dock är parken och de omkringliggande bergen inte sällan svåra att se från staden på grund av dålig luftkvalitet i området under sommaren. Visalias geografi består av en blandning av intensivt bevattnat jordbruksland och snåriga kullar vid stadens östra gräns mot Sierra Nevada.

## Klimat
|                                            | Jan  | Feb  | Mar  | Apr   | Maj  | Jun | Jul  | Aug  | Sep | Okt  | Nov  | Dec  |
| ------------------------------------------ | ---- | ---- | ---- | ----- | ---- | --- | ---- | ---- | --- | ---- | ---- | ---- |
| Normaldygnets maximitemperaturs medelvärde | 13   | 17   | 20   | 24    | 29   | 33  | 35   | 35   | 32  | 26   | 18   | 13   |
| Normaldygnets minimitemperaturs medelvärde | 4    | 5    | 7    | 9     | 12   | 15  | 18   | 17   | 14  | 10   | 5    | 3    |
|                                            |      |      |      |       |      |     |      |      |     |      |      |      |
| Nederbörd                                  | 97,9 | 93,4 | 89,7 | 110,0 | 75,2 | 6,2 | 18,7 | 28,4 | 9,4 | 38,2 | 68,1 | 68,4 |

| Diagram | temperaturer i °C • månadsnederbörd i mm • Källa: | temperaturer i °C • månadsnederbörd i mm • Källa: | temperaturer i °C • månadsnederbörd i mm • Källa: | temperaturer i °C • månadsnederbörd i mm • Källa: | temperaturer i °C • månadsnederbörd i mm • Källa: | temperaturer i °C • månadsnederbörd i mm • Källa: | temperaturer i °C • månadsnederbörd i mm • Källa: | temperaturer i °C • månadsnederbörd i mm • Källa: | temperaturer i °C • månadsnederbörd i mm • Källa: | temperaturer i °C • månadsnederbörd i mm • Källa: | temperaturer i °C • månadsnederbörd i mm • Källa: | temperaturer i °C • månadsnederbörd i mm • Källa: |
|         | 98 13 4                                           | 93 17 5                                           | 90 20 7                                           | 110 24 9                                          | 75 29 12                                          | 6 33 15                                           | 19 35 18                                          | 28 35 17                                          | 9 32 14                                           | 38 26 10                                          | 68 18 5                                           | 68 13 3                                           |

## Galleri

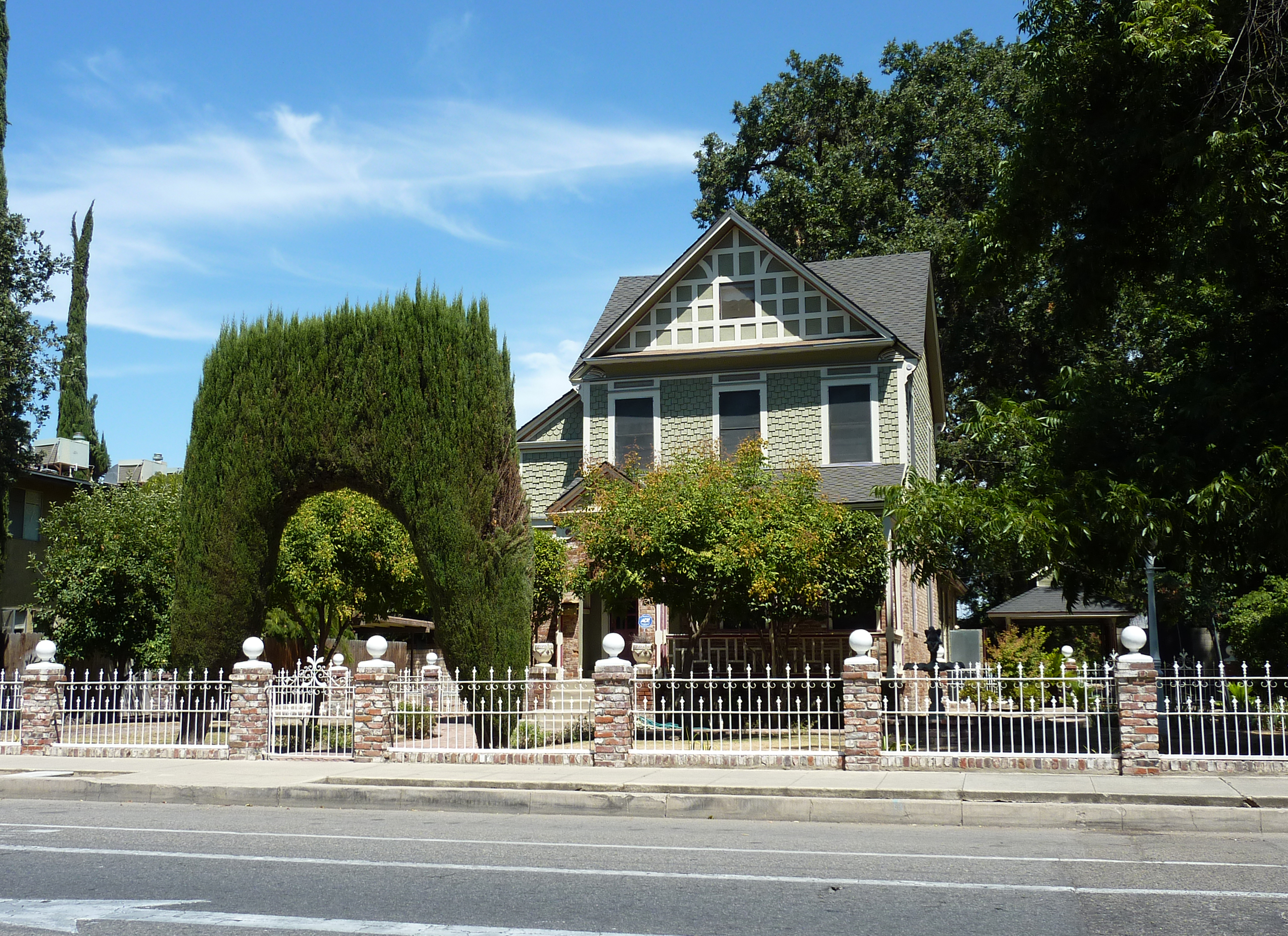
Hyde House, Visalia
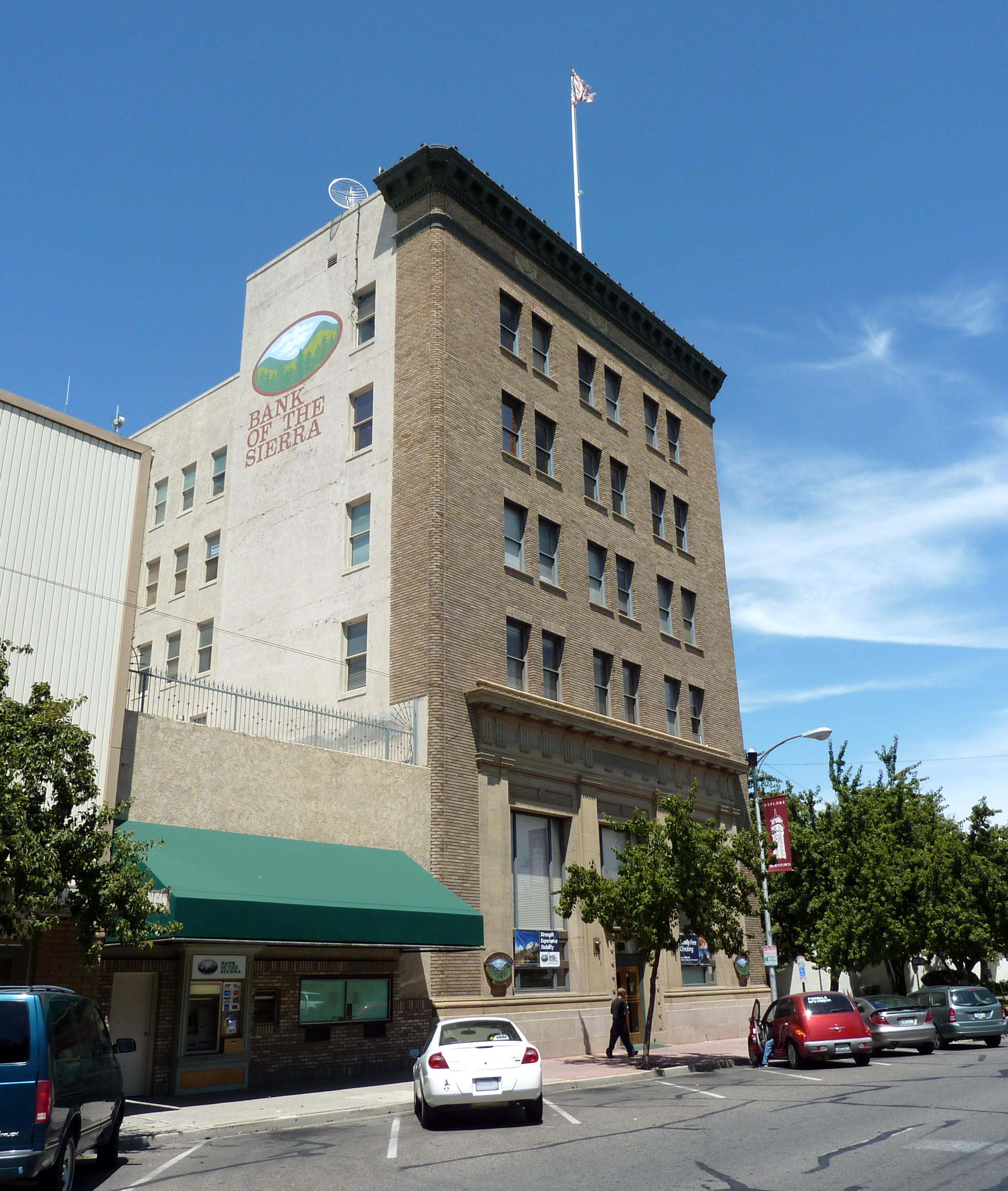
Bank of Italy, Visalia